# Dimítris Tsakíris
Dimítris Tsakíris (grec moderne : Δημήτρης Τσακίρης) est un acteur, scénariste et réalisateur grec.

## Filmographie
- 1927 : Amour et Vagues : acteur
- 1929 : La Bourrasque : acteur
- 1929 : Astéro : acteur
- 1929 : Le Port des larmes : acteur
- 1930 : Loin du Monde : scénariste, réalisateur, acteur
- 1932 : L'Amoureux de la bergère : scénariste, réalisateur, acteur
- 1964 : Ce Bon vieux Temps (documentaire) : lui-même